# Tipranavir
Tipranavir (TPV, Handelsname: Aptivus®, Hersteller: Boehringer Ingelheim) ist ein Arzneistoff zur Behandlung von mit HIV-1 infizierten Patienten im Rahmen einer antiretroviralen Kombinationstherapie. Es wird zur Gruppe der HIV-Proteaseinhibitoren gezählt, unterscheidet sich aber strukturell von den anderen Vertretern dieser Klasse. Die Zulassung einer oralen Darreichungsform in den USA und in Europa erfolgte 2005.

## Indikation und Wirkung
Tipranavir wurde zur Therapie von HIV-Infektionen bei Personen, die gegen andere HIV-Proteaseinhibitoren resistent sind, entwickelt. Aufgrund möglicher schwerer Nebenwirkungen wurde die Zulassung „unter besonderen Bedingungen“ (Europäische Arzneimittelagentur) erteilt. Üblicherweise soll Tipranavir  in Kombination mit Ritonavir eingenommen werden. Die Behandlung mit HIV-Proteaseinhibitoren erfolgt im Rahmen einer „highly active antiretroviral therapy“ (HAART) in Verbindung mit anderen Arzneistoffen, so genannten Hemmern der reversen Transkriptase (NNRTI, NRTI).

## Wirkmechanismus und Pharmakokinetik
HIV-Proteaseinhibitoren hemmen ein Enzym, das das Virus benötigt, um infektiöse neue Viruspartikel zu produzieren. Eine Absenkung der Viruslast ist die Folge. Teilweise entwickeln sich allerdings relativ rasch Resistenzen gegen diese Wirkstoffe. Im Gegensatz zu den übrigen Vertretern der HIV-Proteaseinhibitoren besitzt Tipranavir keine peptidähnliche Struktur. Es ist somit der erste Vertreter der nichtpeptidischen-HIV-Proteaseinhibitoren. Die Unterschiede in der Struktur bringen es offenbar mit sich, dass dieser Arzneistoff weniger Kreuzresistenzen unterliegt als die peptidischen HIV-Proteaseinhibitoren und somit auch gegen HIV-Stämme wirkt, die gegen andere Therapeutika bereits Resistenz entwickelt haben. Bei solchen Stämmen zeigten Studien eine signifikant bessere Wirksamkeit von Tipranavir gegenüber anderen HIV-Proteaseinhibitoren.
Tipranavir wird zweimal täglich zu einer Mahlzeit eingenommen. Im Blut liegt Tipranavir zu über 90 % an Proteine gebunden vor. Der Arzneistoff wird größtenteils in der Leber über das Cytochrom P450-Enzymsystem, hauptsächlich vom Isoenzym CYP3A4, abgebaut und über den Stuhl ausgeschieden. Die mittlere Plasmahalbwertszeit von Tipranavir liegt bei etwa fünf bis sechs Stunden.

## Nebenwirkungen und Risiken
Die bessere Wirksamkeit von Tipranavir gegenüber den anderen Vertretern der HIV-Proteaseinhibitoren geht offenbar mit einem größeren Risiko für Nebenwirkungen einher. Die Therapieabbruchrate bei den klinischen Studien lag bei den mit Tipranavir behandelten Patienten bei 8 % und damit doppelt so hoch wie in der Vergleichsgruppe (4 %). Am häufigsten beobachtet man Diarrhö und Übelkeit. Dazu kommen Kopfschmerz, Bauchschmerz und Hautausschläge. Die Kombination Tipranavir/Ritonavir könnte toxisch auf die Leber wirken, insbesondere in Kombination mit Enfuvirtide. Erhöhte Werte der Transaminasen sind relativ häufig festzustellen. Deshalb darf Tipranavir bei Patienten mit mittelgradigem oder schwerem Leberversagen nicht angewendet werden.
Das Wechselwirkungsprofil von Tipranavir in Kombination mit Ritonavir ist komplex. Dafür verantwortlich ist ein komplizierter Mechanismus von Induktion und Hemmung verschiedener Metabolisierungsmechanismen im Organismus (beispielsweise Cytochrom P450). Nicht gleichzeitig angewendet werden dürfen das Antituberkulotikum Rifampicin, die Cholesterinsenker Lovastatin und Simvastatin. Atorvastatin ist mit Einschränkungen erlaubt. Auch bestimmte Benzodiazepine, orale Kontrazeptiva und das Antibiotikum Clarithromycin sowie andere antiretrovirale Wirkstoffe verändern den Plasmaspiegel von Tipranavir.